# كأس العالم للهوكي 1978
كأس العالم للهوكي 1978 (بالإسبانية: Campeonato Mundial de Hockey sobre Césped Masculino de 1978)‏ هو الموسم 4 من  كأس العالم للهوكي. أقيم في 1978، وأشرف على تنظيمه الاتحاد الدولي للهوكي.